# Tel Te'omim (pahorek)
Tel Te'omim (hebrejsky: תל תאומים, doslova „Dvojitý pahorek“) je pahorek o nadmořské výšce – 120 metrů v severním Izraeli, v Bejtše'anském údolí.
Leží v jižní části zemědělsky intenzivně využívaného Bejtše'anského údolí, cca 6 kilometrů jižně od města Bejt Še'an a přímo v prostoru vesnice Tel Te'omim. Má podobu nevýrazného odlesněného návrší, obklopeného na všech stranách zástavbou vesnice. Severozápadně odtud se rozkládá podobný pahorek Tel Nufar. Vesnice Tel Te'omim dostala název podle tohoto pahorku. Ten je zas pojmenován podle dvojitého pahorku, který se zvedá v prostoru této obce.